# 麥基特里克 (加利福尼亞州)
麥基特里克（英語：McKittrick）是位於美國加利福尼亞州克恩縣的一個人口普查指定地區。

## 地理
麥基特里克的座標為35°18′20″N 119°37′21″W / 35.30556°N 119.62250°W，而該地最高點為海拔高度322米（即1056英尺）。

## 人口
根據2010年美國人口普查的數據，麥基特里克的面積為6.778平方千米，當中陸地面積為6.778平方千米，而水域面積為0.000平方千米。當地共有人口115人，而人口密度為每平方千米16人。